# Шри Ланка на Светском првенству у атлетици у дворани 2016.
Шри Ланка је учествовали на 16. Светском првенству у атлетици у дворани 2016. одржаном у Портланду од 17. до 20. марта четврти пут. Репрезентацију Шри Ланке представљао је 1 такмичар која се такмичио у трци на 60 метара. , 
Атлетичар Шри Ланке није освојио ниједну медаљу али је оборио лични рекорд.

## Учесници
Мушкарци:
- Himasha Eashan Waththakankanamge — 60 м

## Резултати

### Мушкарци
| Атлетичарка                      | Дисциплина | Лични рекорд | Квалификације | Квалификације | Полуфинале           | Полуфинале           | Финале               | Финале       | Детаљи |
| Атлетичарка                      | Дисциплина | Лични рекорд | Резултат      | Место         | Резултат             | Место                | Резултат             | Место        | Детаљи |
| -------------------------------- | ---------- | ------------ | ------------- | ------------- | -------------------- | -------------------- | -------------------- | ------------ | ------ |
| Himasha Eashan Waththakankanamge | 60 м       |              | 6,81 ЛР       | 6. у гр. 7    | Није се квалификовао | Није се квалификовао | Није се квалификовао | 38 / 53 (56) |        |